# Dictya guatemalana
Dictya guatemalana är en tvåvingeart som beskrevs av Steyskal 1954. Dictya guatemalana ingår i släktet Dictya och familjen kärrflugor. Inga underarter finns listade i Catalogue of Life.